# ユリアン・ニーダ・リューメリン
ユリアン・ニーダ・リューメリン（Julian Nida-Rümelin、1954年11月28日 - ）は、ドイツの哲学者である。　

## 概要
1983年ルートヴィヒ・マクシミリアン大学ミュンヘン、次にエバーハルト・カール大学テュービンゲンで学ぶ。バイエルン功労勲章を受賞した。